# Boitron (Seine-et-Marne)
Boitron ist eine französische Gemeinde im Département Seine-et-Marne in der Region Île-de-France. Sie gehört zum Kanton Coulommiers im Arrondissement Provins und grenzt im Norden an Bassevelle, im Osten an Sablonnières, im Süden an La Trétoire und im Westen an Orly-sur-Morin.

## Bevölkerungsentwicklung
| Jahr      | 1962 | 1968 | 1975 | 1982 | 1990 | 1999 | 2008 | 2014 |
| --------- | ---- | ---- | ---- | ---- | ---- | ---- | ---- | ---- |
| Einwohner | 130  | 99   | 126  | 173  | 264  | 335  | 385  | 384  |